# Manuel Compañy
Manuel Compañy Abad, parfois Compañy seul, (Orusco de Tajuña, 1858 - Madrid, 13 janvier 1909), est un photographe portraitiste espagnol.